# Енмунд (король Кенту)
Енмунд (давн-англ. Eanmund; ? — близько 764) — король Кенту у 761—764 роках.

## Життєпис
Походив з династії Ескінгів. Про його батьків та дату народження нічого невідомо. У 761 році задля зміцнення свого становища король Сігеред (правив у Західному Кенті) зробив Енмунда своїм співкоролем. Відомий по єдиній хартії, в якій він засвідчує підпис короля Сігереда щодо надання єпископу Ердвульфу Рочестерському землі в Еслінгахама (сучасний Іслінґем) і пасовище у західному Велді (для місцевого монастиря) і сам також названий королем Кенту.
У 764 році разом з Сігередом намагався організувати спротив Оффі, королю Мерсії, що намагався підкорити Західний Кент. Кентські війська зазнали поразки, в цій боротьбі загинув й Енмунд. Новим королем став Геберт.